# Sydney International 1995
Il Sydney International 1995 è stato un torneo di tennis giocato sul cemento. È stata la 103ª edizione del torneo di Sydney, che fa parte della categoria World Series 
nell'ambito dell'ATP Tour 1996 e della categoria Tier II nell'ambito del WTA Tour 1995. Si è giocato a Sydney in Australia dal 9 al 15 gennaio 1995.

## Campioni

### Singolare maschile
Patrick McEnroe ha battuto in finale  Richard Fromberg con il punteggio di 6–2, 7–6 (4).

### Singolare femminile
Gabriela Sabatini ha battuto in finale  Lindsay Davenport con il punteggio di 6–3, 6–4

### Doppio maschile
Todd Woodbridge /  Mark Woodforde hanno battuto in finale  Trevor Kronemann /  David Macpherson con il punteggio di 7–6, 6–4

### Doppio femminile
Lindsay Davenport /  Jana Novotná hanno battuto in finale  Patty Fendick /  Mary Joe Fernández con il punteggio di 7–5, 2–6, 6–4